# Olympische Winterspiele 2018/Teilnehmer (Bosnien und Herzegowina)
| Gelbes Symbol für Goldmedaillen mit stilisierten Olympischen Ringen | Graues Symbol für Silbermedaillen mit stilisierten Olympischen Ringen | Braundes Symbol für Bronzemedaillen mit stilisierten Olympischen Ringen |
| ------------------------------------------------------------------- | --------------------------------------------------------------------- | ----------------------------------------------------------------------- |
| —                                                                   | —                                                                     | —                                                                       |

Bosnien und Herzegowina nahm an den Olympischen Winterspielen 2018 in Pyeongchang mit vier Athleten in zwei Disziplinen teil, davon zwei Männer und zwei Frauen. Fahnenträgerin bei der Eröffnungsfeier war Elvedina Muzaferija.

## Teilnehmer nach Sportarten

### Ski Alpin
| Athleten            | Wettbewerbe  | 1. Lauf     | 2. Lauf       | Gesamt        | Gesamt        |               |
| Athleten            | Wettbewerbe  | Zeit        | Zeit          | Zeit          | Rang          |               |
| ------------------- | ------------ | ----------- | ------------- | ------------- | ------------- | ------------- |
| Frauen              |              |             |               |               |               |               |
| Elvedina Muzaferija | Riesenslalom | 1:19,33 min | 1:15,57 min   | 2:34,90 min   | 44            |               |
| Elvedina Muzaferija | Slalom       | DNF         | ausgeschieden | ausgeschieden | ausgeschieden |               |
| Männer              |              |             |               |               |               |               |
| Emir Lokmić         | Riesenslalom | 1:14,55 min | DNF           | ausgeschieden | ausgeschieden | ausgeschieden |
| Emir Lokmić         | Slalom       | DNF         | ausgeschieden | ausgeschieden | ausgeschieden |               |

### Skilanglauf
| Athleten              | Wettbewerbe    | Zeit         | Rang |
| --------------------- | -------------- | ------------ | ---- |
| Frauen                |                |              |      |
| Tanja Karišik-Košarac | 10 km Freistil | 29:24,30 min | 65   |
| Männer                |                |              |      |
| Mladen Plakalović     | 15 km Freistil | 38:27,70 min | 76   |